# Эгуса, Тацуаки
Тацуа́ки Эгу́са (яп. 江種 辰明, 28 октября 1976, Юкухаси) — японский дзюдоист суперлёгкой весовой категории, выступал за сборную Японии в конце 1990-х и на всём протяжении 2000-х годов. Чемпион летних Азиатских игр в Дохе, двукратный чемпион Азии, победитель многих турниров национального и международного значения.

## Биография
Тацуаки Эгуса родился 28 октября 1976 года в городе Юкухаси префектуры Фукуока. Окончил Университет Тэнри, после чего поступил на службу в Токийский полицейский департамент.
Первого серьёзного успеха на взрослом международном уровне добился в 1999 году, когда занял третье место на чемпионате Японии в Фукуоке и, попав в основной состав японской национальной сборной, побывал на чемпионате Азии в Вэньчжоу, откуда привёз награду бронзового достоинства, выигранную в зачёте суперлёгкого веса. Год спустя на азиатском первенстве в Осаке взял верх над всеми соперниками, в том числе над киргизом Айдыном Смагуловым в финале и завоевал тем самым золотую медаль. Ещё через год на аналогичных соревнованиях в Улан-Баторе не смог защитить полученный чемпионский титул, вынужден был довольствоваться бронзой.
В 2003 году Эгуса выступил на чемпионате Азии в Чеджу и в категории до 60 кг выиграл бронзовую медаль. В следующем сезоне добавил в послужной список бронзу, полученную на азиатском первенстве в Алма-Ате. В 2005 году на чемпионате Азии в Ташкенте был серебряным призёром, в решающем поединке потерпел поражение от корейца Чо Нам Сока. Кроме того, боролся на чемпионате мира в Каире, однако сумел дойти лишь до стадии четвертьфиналов, где проиграл британцу Крэйгу Фоллону, который в итоге и стал победителем турнира. Благодаря череде удачных выступлений удостоился права защищать честь страны на летних Азиатских играх 2006 года в Дохе — одолел здесь всех оппонентов в суперлёгкой весовой категории, в частности, победил казаха Саламата Утарбаева на стадии полуфиналов и взял реванш у корейца Чо в финальном поединке.
Став чемпионом Азиатских игр, Тацуаки Эгуса остался в основном составе дзюдоистской команды Японии и продолжил принимать участие в крупнейших международных турнирах. Так, в 2007 году он отправился представлять страну на чемпионате мира в Рио-де-Жанейро, тем не менее, вернулся оттуда без медалей, проиграв грузину Нестору Хергиани и корейцу Чхве Мин Хо. На азиатском первенстве 2009 года в Тайбэе выступал уже в полулёгкой весовой категории и выиграл золотую награду, став таким образом двукратным чемпионом Азии по дзюдо. Последний раз показал сколько-нибудь значимый результат на международной арене в сезоне 2010 года, когда занял первое место на этапе командного Кубка мира в Сальвадоре. Вскоре по окончании этих соревнований принял решение завершить карьеру профессионального спортсмена, уступив место в сборной молодым японским дзюдоистам.